# Wolfgang Schleich
Wolfgang Peter Schleich (* 23. Februar 1957 in Mühldorf am Inn) ist ein deutscher Physiker und Hochschullehrer. Sein Spezialgebiet ist die  Quantenoptik.

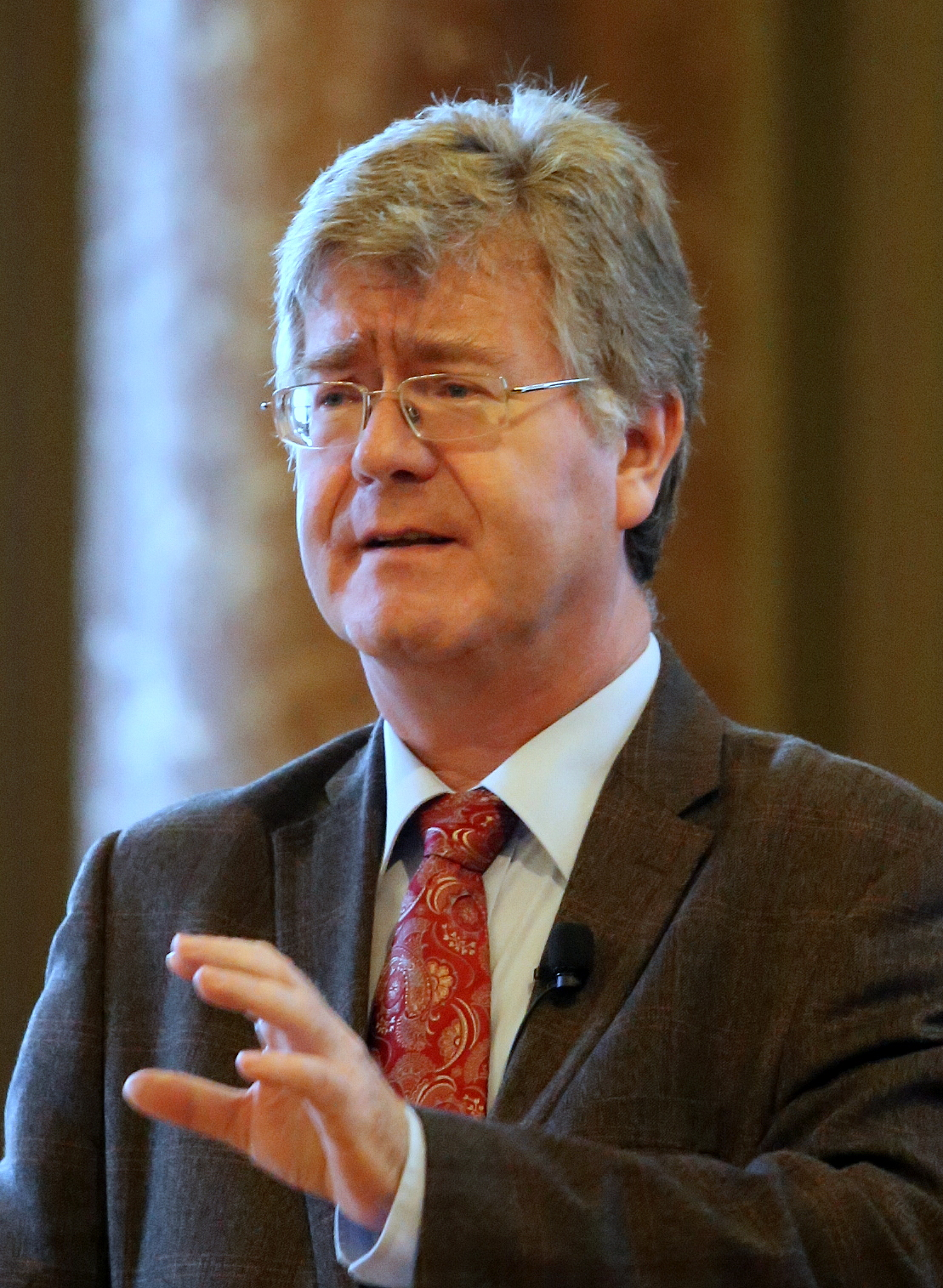
Wolfgang Schleich in Budapest, 2013

## Leben
Schleich studierte an der Ludwig-Maximilians-Universität München, wo er 1981 sein Diplom ablegte (Quantenfluktuationen in Ringlasern), 1984 bei Marlan Scully promoviert wurde (Optische Tests der Allgemeinen Relativitätstheorie), wobei er 1982/83 am Institute of Modern Optics der University of New Mexico in Albuquerque bei Scully war, und sich 1989 habilitierte. 1984 bis 1986 war er als Post-Doc an der University of Texas at Austin bei John Archibald Wheeler und danach Forscher am Max-Planck-Institut für Quantenoptik in Garching bei Herbert Walther. Ab 1991 war er Professor an der Universität Ulm, wo er Leiter der Abteilung Quantenphysik ist. 2008 war er außerdem Distinguished Professor an der University of North Texas in Denton.
Schleich beschäftigt sich mit theoretischer und experimenteller Quantenoptik, mit Anwendungen auf Tests der Allgemeinen Relativitätstheorie (Untersuchungen zur Rauschunterdrückung in Ring-Laser-Gyroskopen) und in der Quanteninformatik sowie mit den Grundlagen der Quantenmechanik. Er untersuchte die Wechselwirkung von Licht mit Atomen in Atomfallen und wies dort kollektive Effekte nach und untersuchte die Konstruktion von Quantenzuständen mit einem Zugang über den Phasenraum (und die Wignerfunktion), worüber er ein grundlegendes Lehrbuch schrieb.
1996 bis 1998 stand er der Abteilung Quantenoptik  der Deutschen Physikalischen Gesellschaft vor. 2008 erhielt er den Willis-E.-Lamb-Preis. Er ist Herausgeber der Optics Communications. 1995 erhielt er den Leibniz-Preis, 2002 den Max-Planck-Forschungspreis, 1991 den Physik-Preis der Deutschen Physikalischen Gesellschaft, 1993 die Otto-Hahn-Medaille, 2007 die Medaille Erster Klasse der Technischen Universität Prag und 1993 die Ernst-Abbe-Medaille. Weiterhin erhielt er 2021 den Herbert-Walther-Preis. Er ist Mitglied der Academia Europaea (2008), der Österreichischen Akademie der Wissenschaften (seit 2008), der Königlich Dänischen Akademie der Wissenschaften, der Leopoldina (seit 2002), der Heidelberger Akademie der Wissenschaften und seit 2019 Ehrenmitglied der Ungarischen Akademie der Wissenschaften. Er ist Fellow des Institute of Physics, der Optical Society of America, der European Optical Society, der American Physical Society.

## Schriften
- mit Marlan Scully: General Relativity and Modern Optics. In: Raymond Stora, G. Grynberg: New Trends in Atomic Physics, Les Houches Summer School Bd. 38, 1982, North Holland, 1984
- mit Chow, Gea-Banacloche, Pedrotti, Sanders, Scully: The Ring Laser Gyro. In: Reviews of Modern Physics, Bd. 57, 1985, S. 61–104
- Vom Ätherwind zum neuen Licht, Physikalische Blätter, Bd. 47, 1991, S. 595
- mit Matthias Freyberger: Die hohe Kunst der Zustandsmessung. In: Physikalische Blätter, Bd. 49, 1993, S. 1109
- mit Willis Lamb, Scully, Charles Townes: Laser physics- quantum controversy in action. In: Reviews of Modern Physics, Bd. 71, 1999, S. 263–273 (in der Millennium Edition von Rev.Mod.Phys.)
- Quantum Optics in Phase Space. Wiley/VCH, 2001
- Herausgeber mit anderen: Noise and Chaos in nonlinear dynamical Systems. Cambridge University Press, 1993
- Herausgeber mit Herbert Walther, Willis Lamb: Ode to a quantum physicist: a festschrift in honor of Marlan O. Scully. Elsevier, 2000
- Herausgeber mit Dietrich Papenfuß, Dieter Lüst: 100 years of Werner Heisenberg. Wiley/VCH, 2002
- Herausgeber mit Herbert Walther: Elements of quantum information. Wiley/VCH,  2007